# ローゼ
ローゼ（イタリア語: Rose）は、イタリア共和国カラブリア州コゼンツァ県にある、人口約4,400人の基礎自治体（コムーネ）。

## 地理

### 位置・広がり

#### 隣接コムーネ
隣接するコムーネは以下の通り。
- アクリ
- カスティリオーネ・コゼンティーノ
- チェーリコ
- ルッツィ
- モンタルト・ウッフーゴ
- レンデ
- サン・ピエトロ・イン・グアラーノ

## 行政

### 分離集落
ローゼには、以下の分離集落（フラツィオーネ）がある。
- Petraro , Santicelli , Stio , Arente , Soverette , Serralonga , San Lio , Varco San Mauro , Boccalupo , Foresta , Querceto , Montanaro-Polibio